# Școala Semiotică de la Tartu-Moscova
Școala semiotică de la Tartu-Moscova este un curent în știința semiotică sovietică din anii 1960-1980, care a unit cercetătorii din diverse instituții de învățământ și reprezentații diverselor școli științifice. O trăsătură imanentă a școlii care o determină în calitate de fenomen științific o reprezintă caracterul ei discret și informal. Activitatea ei s-a manifestat în cadrul școlilor de vară închise organizate în Kääriku sau Tartu, Estonia. Acestea conțineau întruniri informale de cercetători interesați în semiotică și cultură din toate Republicile Sovietice, prezentări științifice și discursuri. Reprezentanții școlii s-au adresat către semiotică prin interesul lor comun în semiotica culturii și diversele limbi prin care aceasta se manifestă (limba artistică: a cinematografiei, a artelor plastice, a dansului, a literaturii, limba mitologică etc.).

## Caracteristica
Școala de la Tartu-Moscova a fost formată la intersecția a trei științe: lingvistică, poetică și studiile literare. Influențele principale a gândirii semiotice în cadrul Școlii de la Tartu-Moscova au fost Formalismul rusesc, Teoria Informației și studiile comparative. La fel, se urmează influența antropologiei structurale a lui Claude Levi-Strauss, și a lingvisticii structurale a lui Ferdinand de Saussure și, mai precis a dicotomiei langue/parole. 
Școala, și-a început traseul din interesul comun a grupei lingviștilor din Moscova, pe de o parte, și a cercetătorilor de la catedra de Literatura Rusă din Tartu, pe de altă parte, în lingvistica structurală și cibernetică. Preocuparea cu sistemele de semne, relațiile structurale între ele și formele care acestea le pot întruchipa au decurs în deplasarea accentului metodologic către semiotică. 
Școala a fost nu doar rezultatul cristalizării a două științe, dar și în același timp era o simbioză a două culturi științifice: lingvistica în tradiția moscovită și studiile literare din Leningrad. După cum susținea B. Uspenskij, reprezentanții științei lingvistice erau discipolii direcți ai lui Roman Jakobson, Mihail Bakhtin și Petr Bogatyryov. În același timp, reprezentanții universității din Tartu, care au moștenit tradiția din Leningrad, au învățat direct de la Vladimir Propp, Viktor Zhirmunsky și Grigori Gukovski.     

„Leningrad întotdeauna a fost centrul de studiu istoric (историкоизучающий), de cunoștințe/filosofie istorică (историкософичный), iar Școala din Leningrad era legată de istoria gândirii sociale. Școala de la Moscova era o școală lingvistică de profesionalism înalt. Și dacă școala din Leningrad era orientată spre istorie și modernitate – aspectele dinamice, atunci școala din Moscova – spre sincronie, statică și culturile „arhaice”. 
Faptul că semiotica putea fi percepută ca știință burgheză de către guvernul Soviet, a împiedicat deschiderea institutului de Semiotică în cadrul Facultății de lingvistică. Din această cauză, activitățile Școlii se desfășurau în cadrul întâlnirilor informale de cercetători. Imposibilitatea de a organiza activitățile la Moscova a impus necesitatea de a găsi un alt loc, care nu va trezi suspiciuni. În acest sens, Țările Baltice și Estonia, în particular, reprezenta un mediu favorabil pentru desfășurarea activităților intelectuale suspicioase, înglobând așa factori importanți ca  anturajul european, diferit de realitatea Sovietică din Rusia, și depărtarea de centrele administrative principale care inspira un anumit nivel de siguranță. Tartu, unde mai s-a păstrat tradiția independenței intelectuale și libertății vieții academice din secolele trecute, și, în special, Catedra de Literatură a Universității din Tartu. Activitățile organizației se desfășurau în forma Școlilor de Vară, care aveau loc cu o frecvența de o dată doi ani. Alegerea locului și timpului de activitate nu erau aliatoare: ele cuprindeau perioada de vacanță, ceea ce aducea școlii un aer neoficial. Anume această informalitate a determinat ștergerea oricărei bariere etnice și sociale care putea exista între membri. 
Cercul de apartenență a Școlii cuprindea reprezentanții intelectualității estone și celei vorbitoare de limba rusă din diferite republici și din diferite domenii: studii literare, lingvistică, etnologie, folcloristică, istorie, psihologie, cibernetică, istoria artei, matematică, etc. Numărul membrilor școlii nu era stabil din cauza lipsei de oricare formă de organizare și unei programe care ar determina grupa ca o anumită totalitate. Deopotrivă, membrii acesteia nu se percepeau ca grupă șa fel ca și întrunirile comune ca o anumită formă de organizare. Cercul de apartenență se diviza în două grupe: centrul format de membrii permanenți ai Școlii care erau la curent cu activitățile în derulare, și periferia, cuprinsă de membri care aderau la grup prin contactele personale și persoanele interesate în activități. Un factor important în alegerea membrilor Școlilor de vară reprezenta dorința de a lărgi interesele și subiectele tradiționale de cercetare și de depăși limitele izolării culturale impuse de către regimul Soviet. Cunoașterea de limbi străine, lecturarea literaturii de specialitate și a edițiilor științifice străine și interesul în lumea de pe cealaltă parte a cortinei de fier, orientarea spre vest și visul pentru o altă lume reprezentau acele trăsături care uneau membrii Școlii. Discreția datei și locului de întâlnire se păstra, iar edițiile a revistei “Lucrărilor în Sistemele de Semne” se publicau în tiraj limitat. 
Un alt caracter important a grupului era alegerea, sau, mai degrabă formularea unei terminologii științifice specifice, chiar „ezoterice”, după cum se exprima B. Gasparov, care nu era răspândită decât în cercul cercetătorilor din domeniul semiotic și necunoscute culturii științifice rusofone. Această terminologie, utilizată în cadrul publicațiilor și comunicării atât personale cât și de grup permitea atât stabilirea unui dialog între membrii grupului și crea piedici pentru cei dinafară. Cel mai simplu exemplu este alegerea termenului-deghizare pentru știința semiotică: „sistemul de modelare secundar”. În același timp, după cum susținea Lotman, alegerea acestei metode de comunicare nu era o aspirație spre o „poză rebelă” (фрондирующая поза) împotriva sistemului, dar pentru că aceasta era cea mai eficientă metodă de a stabili înțelegerea în cadrul grupului.   
Toate aceste măsuri a contribuit la distanțarea și înstrăinarea Școlii de la realitatea științifică și socială existentă în perioada anilor 60-70 în URSS. Însă această distanțare era mai degrabă o intenție de a se închide într-o lume impermeabilă, virtuală, care nu ar fi fost reconstruită dar ridicată din nou, decât o necesitate de supraviețuire.  

„Membrii cercului din Tartu se cufundau în mediul închis, creat de ei înșiși, nu împotriva propriei voințe, nu doar supunându-se unei necesității externe. Izolarea comunității nu provoca nemulțumire, regret din faptul că nu formele de activitate deschise nu erau posibile. Dimpotrivă, imersiunea în mediul „pur” a comunicării ermetice se percepea ca experiență pozitivă.” 

## Etapele de formare a Școlii Semiotice de la Tartu-Moscova
1956 – Seminarul dedicat aplicării metodelor matematice în lingvistică în cadrul Facultății de Filologie a Universității de Stat din Moscova inițiat de A. Kolmogorov. Seminarul a fost ghidat de către profesorii de lingvistică P.S Kuznetsov și V.V. Ivanov și de matematicianul V.A. Uspenskij.
Decembrie, 1956 – Associația de Traducere Automată, inițiat de V. Ivanov. 
1958 – Prima Conferință Națională de Traducere Automată în Moscova. 
1959-1961 – Lecturile de Poetica Structurală a lui Jurij Lotman, care au fost publicate abia în 1964. În cadrul acestora, Lotman a pledat pentru o nouă metodologie în științele umane având ca bază metodele matematice și filologice. 
1961 – Al-patrulea Congres Național de Matematică din Leningrad, unde unde au avut loc prezentări cu referire la lingvistica matematică. 
1961 – Întâlnirea științifică din Gorki, unde au fost ridicate ala teme ca metodele matematice în studierea limbii textelor literare.
1962 – Simpozionul de Studii Structurale a Sistemelor de Semne organizat de către Secția de Tipologie Structurală a Limbilor Slavice al Academiei de Științe și Consiliul de Cibernetică. Simpozionul a marcat delimitarea științei semiotice ca o disciplină autonomă în Uniunea Sovietică. În viitor, Boris Uspenskij va susține, că anume acest simpozion a clădit fundamentul Școlii de la Tartu-Moscova. În cadrul acestuia au participat prezentări cu referire la: semiotica limbii, semiotica logică, traducere automată, semiotica artei, mitologie, descrierea limbii sistemelor de comunicare neverbale, semiotica ritualului, semiotica comunicării cu surdocecitate. Ca urmare, 17 participanți ai conferinței se vor alătura viitoarei școli de la Tartu-Moscova. Materialele prezentate la simpozion au fost publicate într-o culegere de teze, iar critica care a urmat a permis răspândirea și recepționarea ideilor. 
1962 – Conferința din Tartu dedicată studiului poeticii lui A. A. Blok, materialele căruia vor fi publicate în 1964. 
1964 – începutul publicării edițiilor “Lucrărilor în Sistemele de Semne”. 

## Tezele pentru studiul semiotic al culturii (în aplicarea către textele slavice)[4]
1. Sistemele de semne individuale, deși posedă structuri imanente, nu există în izolare. Acestea presupun existența unei unități structurale generale caracterizat prin organizare internă și ierarhizare. Pentru a ajunge la înțelegerea fenomenului de cultură și a mecanismelor culturii, este necesar de a înțelege spațiul cultural din perspectiva opoziției culturii și ne-culturii, membrului acestei culturi și intrusului, informației și entropiei. Din această perspectivă, mecanismele culturii, în viziunea Școlii de la Tartu-Moscova, funcționează ca un dispozitiv care transformă spațiul extern în cel intern, transformă entropia în informație nouă. Deci, cultura și civilizația absoarbe informația din lumea externă – din caos, transformând-o în cultură și, prin acest fapt, îmbogățindu-se și furnizându-și propria stabilitate. Acest proces poate decurge în două modalități. În primul caz, cultura își extinde frontiera în spațiul extracultural și asimilează informația receptată. În al-doilea caz, informația din extraculturală devine o sursa generatoare de cultură și este preferată în detrimentul surselor intraculturale.
2. Cultura se construiește ca o ierarhie de sisteme semiotice, pe de o parte, și ca un dispozitiv multistrat al sferei extraculturale care o înconjoară. Tipul și forma de cultură este determinată, în primul rând, de către structura ei internă, consistența și ierarhia subsistemelor semiotice individuale.
3. Textul este unitatea de bază a culturii, și purtătorul a semnificației integrale, din perspectiva membrului culturii date, și a funcției integrale, din perspectiva observatorului. În cadrul culturii și în carul sistemelor ei de coduri, mesajele pot fi privite din mai multe perspective: ca o parte a textului, ca text sau ca un set de texturi. În calitate de text se înțeleg nu doar mesajele exprimate în limba naturală, dar și orice purtător de semnificație integrală (sau textuală) care posedă o anumită funcție și poate fi determinată ca gen: un rit, o piesă muzicală sau o creație artistică.
4. Cultura este determinată ca o limbă secundară, construită asupra nivelului limbii naturale, iar textele formate de cultură – textul cultural – este formulat în această limbă secundară. În același timp, textul culturii se formează în baza anumitor reguli generative. În baza acestei asumpții au fost formulate trei cazuri de raporturi între textele în limba naturală și textele culturale. În primul caz, textul în limba naturală nu este considerată ca text cultural: într-o cultură orientată spre sistemele de înregistrarea scrisă a textelor, toate asumpțiile exprimate în forma orală nu se consideră ca text a culturii. În al-doilea caz, textul în limba secundară este în același timp un text în limba naturală: poezia ca text al culturii scris într-o anumită limbă naturală. În al-treilea rând, textul cultural nu este prezentat în limba naturală dată, dar există în altă limbă naturală. Existența și funcționarea sincronică a multitudinii de texte culturale, celor noi și vechi, celor introduse din afara spațiului cultural și transmise din generațiile anterioare, adaugă culturii caracteristicile poliglotismului cultural. Astfel, starea sincronică a culturii poate cuprinde starea diacronică: textele noi și vechi sunt reproduse la diferite nivele a culturii.
5. Locul textului în spațiul textual este determinat ca raportul textului dat către suma textelor potențiale. În cercetarea filologică, problema funcționării textelor se abordează din punct de vedere a opoziției între sincronie și diacronie. Din punct de vedere semiotic și a abordării tipologice a textelor, această opunere nu este considerată absolută, întrucât ea nu consideră problema existența pancronică a limbii în cadrul culturii.
6. Cultura poate fi privită din diferite puncte de vedere: ca ierarhie a sistemelor semiotice individuale, ca o sumă de texte și setul de funcții corelate cu acestea, sau ca un oarecare dispozitiv care produce textele date. Însă, cultura mai poate fi comparată cu mecanismele de procesare și păstrare a informației, care formează memoria individuală. Deci, din din de vedere funcțional, structura semiotică a culturii și structura semiotică a memoriei reprezintă fenomene similare. Ca rezultat, informația procesată din experiențele anterioare, formează baza pentru reguli, instrucțiuni de creare a noilor texte. Această tendință determină orientarea sistemului cultural către viitor.
7. Întrucât în carul aceiași culturi sincronic pot circula texte din subculturi diferite, în semiotică apare problema echivalenței acestora, care ar permitea traducerea textelor într-o anumită cultură. Însă din cauza diferenței structurilor și funcțiilor textuale variază de la o tradiție la alta, traducerea dintr-un sistem în altul poate cuprinde un anumit nivel de intraductibilitate. De aceea, din punct de vedere semiotic, nu se exercită echivalarea sistemelor de limbă, dar a textelor propriu-zise.
8. Pentru observarea vieții textului în sistemul cultural, sau pentru descrierea funcționării sistemelor sale interne, este necesară cercetarea corelațiilor structurale la diferite nivele. Acestea se pot manifesta atât prin apariția nivelelor de tranziție, cât și prin izomorfismul structural. Prin apariția fenomenului izomorfismului devine posibilă tranziția de la un nivel la altul. Această tranziție poate avea loc prin intermediul regulilor de înlocuire, potrivit cărora elementul reprezentat printr-un simbol la nivelul superior, poate să se desfășoare în text la nivelul inferior. Aceasta poate fi expus prin intermediul următoarei formule: x = T(A-B), unde x – reprezentând simbolul, (A-B) – reprezentând contextul, iar T – reprezentând textul cu care se realizează înlocuirea.
9. În cadrul culturii, ca entitate formată din diferite nivele și substructuri, funcționează două mecanisme interșanjabile: cele de diversificare și cele de unificare. Tendința de diversificare se manifestă prin crearea sistematică a noilor limbi culturale (poliglotism cultural), care reies din neuniformitatea organizării sale interne. Tendința spre uniformitate se referă la înclinarea culturii spre încercarea de a se interpreta pe sine însăși, sau de a înțelege alte culturi ca limbi uniforme și rigid organizate. Aceasta se poate realiza sau prin formarea în cadrul culturii a modelului de sine însuși, care permite omogenizarea structurilor și nivelelor interne (de exemplu, tractatele normative), sau prin orientarea culturii către un sistem dominant (de exemplu, culturile orientate spre formele scrise de transmitere sau spre formele orale).

## Sistemele de modelare
Sistemele de modelare sunt unele din cele mai importante concepte-cheie a Școlii de la Tartu-Moscova, care stau la baza ulterioarelor concepte și teorii. I. Chernov descrie sistemul de modelare ca o structură de elemente și reguli de combinație a lor, care se află în întregime în raport cu obiectul de cunoaștere. În calitate de sistem de modelare poate interveni limba. Astfel, în teoria semiotică de la Tartu-Moscova, au fost delimitate două nivele de sisteme de modelare: sistemul de modelare primar (limba naturală) și sistemul de modelare secundar (limbile artificiale). În această vedere, există o mare diferență între gândirea semiotică din Europa și ideile exprimate de către Școala de la Tartu-Moscova. Dacă, în semiotica Europeană se consideră, că înlocuirea sensului primar are loc la nivelul mesajelor ideologice, atunci în concepția sistemului de modelare secundar sensul mesajelor se construiește asupra structurilor primare. Astfel, sistemul de modelare secundar cuprinde masivul întreg al sistemelor culturale . 
Limba naturală, care constituie sistemul de modelare primar, reprezintă structura de bază a diverselor sisteme de semne a culturii umane. Asupra acestui nivel se construiește suprastructura așa-numitelor limbi artificiale. Dacă la nivelul limbilor naturale există enunțuri gramatice sau non-gramatice, atunci la nivelul limbilor artificiale se formează reguli de reglementare, conform cărora semnele se pot aranja în mod corect sau incorect. Tot aici apar normele care poate fi atât urmate cât și violate. Violarea normei în carul sistemului este un fenomen de înaltă importanță, întrucât produce inovări. 
Însă sistemele de modelare prezentate în cadrul Școlii de la Tartu-Moscova au cuprins în sine doar aspectele statice ale sistemului cultural. Aspectele dinamice, care înzestrează sistemul cultural cu procesualitate au fost descrise de către membrii școlii abia în anii 70 ai sec. XX, introducând conceptul de semiosferă. 

## Semiosfera[6]
Semiosfera, sau spațiul semiotic, poate fi asociat cu conceptul de biosferă a lui Vernardsky, care unește toate conceptele-cheie a Școlii semiotice de la Tartu-Moscova: limba, sistemele de modelare, textul și cultura, într-un model coerent. Din perspectivă metadisciplinară, semiosfera reprezintă metodologia studiilor culturale, care creează perspectiva analizei holiste a proceselor dinamice . Idea, confirm căreia sistemele mono-semantice funcționează într-un continuu semiotic, în care coexistă diverse modele semiotice multi-variate, în care are loc actul de comunicare, a fost cristalizat în conceptul de semiosferă. La fel, semiosfera poate fi asociată cu conceptele de informație și entropie, omogenitate și eterogenitate, inerente proceselor culturale și care le generează.
Semiosfera, la fel ca și biosfera, este un spațiu (în primul caz, un spațiu metaforic) format din raportul între totalitatea textelor individuale și limbilor izolate, înafara căreia procesele semiotice nu pot exista. Semiosfera se caracterizează prin existența unui hotar abstract, care delimitează spațul intern și extern, și posedă funcția de așa-numitul „filtru». Filtrul reprezintă un mecanism bilingv, prin care are loc traducerea textului din afara semiosferei în una din limbile acesteia, și vice versa. Hotarul semiotic posedă o individualitate semiotică, care are impact asupra funcționalității sale, și determinată de metoda ei de codificare. Funcțiile principale a hotarului semiotic sunt: stabilirea diferențelor între străini și propria personalitate, transformarea caosului extern în informație, sau semiotizarea informației receptate. În același timp, dat fiind faptul acumulării informației nou-venite la periferie, hotarul este zona accelerării proceselor semiotice, care caută să propulseze informația dată către centru. Astfel, se stabilește o relație dialogică între periferie (spațiul textelor eterogene), și centru (spațiul textelor omogene), care, prin creșterea gradului de iregularitate, permite schimbul de texte în spațiul cultural.